# (32681) 1166 T-1
1166 T-1 (asteroide 32681) é um asteroide da cintura principal. Possui uma excentricidade de 0.08633980 e uma inclinação de 10.73884º.
Este asteroide foi descoberto no dia 25 de março de 1971 por Cornelis Johannes van Houten e Ingrid van Houten-Groeneveld e Tom Gehrels em Palomar.